# Ашкенази, Ади
Ади Ашкенази (ивр. עדי אשכנזי‎, род. 23 марта 1975, Тель-Авив) — популярный израильский стендап-комик и телеведущая.

## Карьера
Окончила театральное училище «Бейт Цви» в Рамат-Гане.
После учёбы играла в различных пьесах театра «Мифгашим», принимала участие в детском представлении «Рути Захирути». В то же время начала вести детскую передачу «Зап ле-Ришон» на Первом канале израильского телевидения. Позднее вела также и другие детские передачи.
В 2000 году в рамках образовательного телевидения выступила в обновлённой юмористической передаче «Домино Грос» совместно с известными израильскими комиками.
В 2002—2004 годах вела юмористический уголок в передаче Яира Лапида на Втором израильском канале. Эта роль принесла ей большую популярность.
С 2005 года ведет авторскую передачу «Что за глупости?» («Ма зе ха-штуёт ha-эле»).
Выступает с сольными концертами в стиле «стендап-комеди», собирая полные залы.

## Награды
Лауреат приза «Женщина-юморист года» (2004).
Лауреат приза «Женщина года на телевидении» (Второй канал израильского телевидения, 2006).

## Личная жизнь
Выросла в Герцлии, имеет двух старших братьев.
В 2004 году развелась с актёром Коби Дороном после трёхлетнего замужества.